# 王羌
王羌，十六国时期休屠王，秦州（治上邽，今甘肃天水市东北）休屠胡（屠各胡）人。
王羌原依附后赵石勒，晋成帝咸和五年（330年），王羌举兵反后赵，击败司马管光所率来讨的军队，陇右大震，氐、羌各族多响应。后因兄子王擢与他有仇，受后赵河东王石生所贿赂，联兵攻打他，王羌兵败，逃到凉州（后赵治金城，今甘肃皋兰县西南），秦州夷豪五千余户被迁徙到雍州（后赵治长安，今陕西西安市西北）。